# Mody Mbaye
Pour les articles homonymes, voir Mbaye.
Mody Mbaye, né à Saint-Louis en 1871, est une personnalité sénégalaise qui s'est particulièrement distinguée par son opposition à l'administration coloniale française.

## Biographie
Mody Mbaye commence une carrière de moniteur d'enseignement à Lambaye. Il est ensuite nommé instituteur à l'École des Chefs de Saint-Louis. Enfin il devient directeur d'école à Fandène dans le cercle de Thiès d'où il est révoqué en 1902 sur décision du Gouverneur général après avoir été accusé de se livrer à des activités commerciales incompatibles avec les fonctions d'enseignant. C'est ainsi qu'il se trouve contraint de se tourner vers le métier d'écrivain public et de se consacrer entre autres à la défense des paysans du Baol contre les tracasseries administratives des autorités coloniales françaises. C'est dans le cadre de cette activité qu'il tisse un véritable réseau de renseignement à l'intérieur du pays pour enquêter sur les administrateurs européens qui commettent des exactions et sur des chefs coutumiers qui outrepassent leurs pouvoirs ou sont corrompus. Après s'être attaqué à l'administrateur français installé dans le Cercle de Kaolack, il commet l'erreur de trop se rapprocher de la zone d'influence de son adversaire en 1913. Sur décision de ce dernier, Mody Mbaye est arrêté, traîné devant la justice indigène puis condamné à 15 jours de prison. Cette décision de l'administrateur n'aurait pas pu se faire sans l'adoption en 1912 d'un décret réorganisant la justice indigène. Ce texte controversé à l'époque rendait les citoyens français des Quatre communes (Saint-Louis, Dakar, Rufisque et Gorée) justiciables devant les tribunaux de cercles.  
Mody Mbaye va ainsi saisir le gouverneur général de l'AOF William Merlaud-Ponty et la Ligue des droits de l'Homme. Il bénéficiera aussi du soutien de Galandou Diouf qui interpellera le gouverneur Cor au niveau du Conseil général. Cette affaire, conjuguée à l'approche des élections de 1914, fait reculer le pouvoir colonial qui remanie le texte de 1912. 
Mody Mbaye a aussi occupé des fonctions dans le champ politique en introduisant Blaise Diagne, premier député noir à l'Assemblée nationale française, à la jeunesse sénégalaise de Saint-Louis. Empreint d'une certaine conscience de race (il était toutefois pour l'assimilation), Mody Mbaye soutient la candidature de Blaise Diagne contre l'élite de blancs et de mulâtres qui jusqu'alors remportait systématiquement le siège de député du Sénégal. Grâce, en partie, à l'appui de Mody Mbaye, Blaise Diagne remporte le siège de député du Sénégal en 1914 en ouvrant la voie au succès des noirs aux futures joutes électorales.

## Sources
- Régine Bonnardel, Saint-Louis du Sénégal : mort ou renaissance ?, L'Harmattan, 1992
- François Zuccarelli, « La vie politique dans les Quatre Communes du Sénégal de 1872 à 1914 », Éthiopiques, Numéro 13, 1978[1]